# Mareuil-lès-Meaux
Mareuil-lès-Meaux település Franciaországban, Seine-et-Marne megyében. Lakosainak száma 3313 fő (2022. január 1.). Mareuil-lès-Meaux Nanteuil-lès-Meaux, Quincy-Voisins, Villenoy, Boutigny, Condé-Sainte-Libiaire, Isles-lès-Villenoy és Meaux községekkel határos.

## Népesség
A település népességének változása:
| Lakosok száma | 2730 | 2942 | 3032 | 3108 | 3155 | 3231 | 3306 | 3304 | 3313 |
|               | 2013 | 2015 | 2016 | 2017 | 2018 | 2019 | 2020 | 2021 | 2022 |